# Rodwell Kamwendo
Rodwell Kamwendo (2 settembre 1971) è un ex mezzofondista e maratoneta malawiano.

## Palmarès
| Anno | Manifestazione          | Sede         | Evento         | Risultato | Prestazione | Note             |
| ---- | ----------------------- | ------------ | -------------- | --------- | ----------- | ---------------- |
| 1999 | Giochi panafricani      | Johannesburg | 5000 m piani   | 15º       | 14'32"18    |                  |
| 1999 | Giochi panafricani      | Johannesburg | 10000 m piani  | 15º       | 33'13"62    |                  |
| 2001 | Mondiali                | Edmonton     | 5000 m piani   | Batteria  | 14'21"44    |                  |
| 2002 | Giochi del Commonwealth | Manchester   | 10000 m piani  | 13º       | 29'11"13    | Record nazionale |
| 2002 | Giochi del Commonwealth | Manchester   | Maratona       | 13º       | 2h20'10"    |                  |
| 2003 | Mondiali di cross       | Losanna      | Corsa seniores | 96º       | 42'36"      |                  |